# Maison-Rouge
Pour les articles homonymes, voir Maison rouge.
Maison-Rouge est une commune française située dans le département de Seine-et-Marne en région Île-de-France.

## Géographie

### Localisation

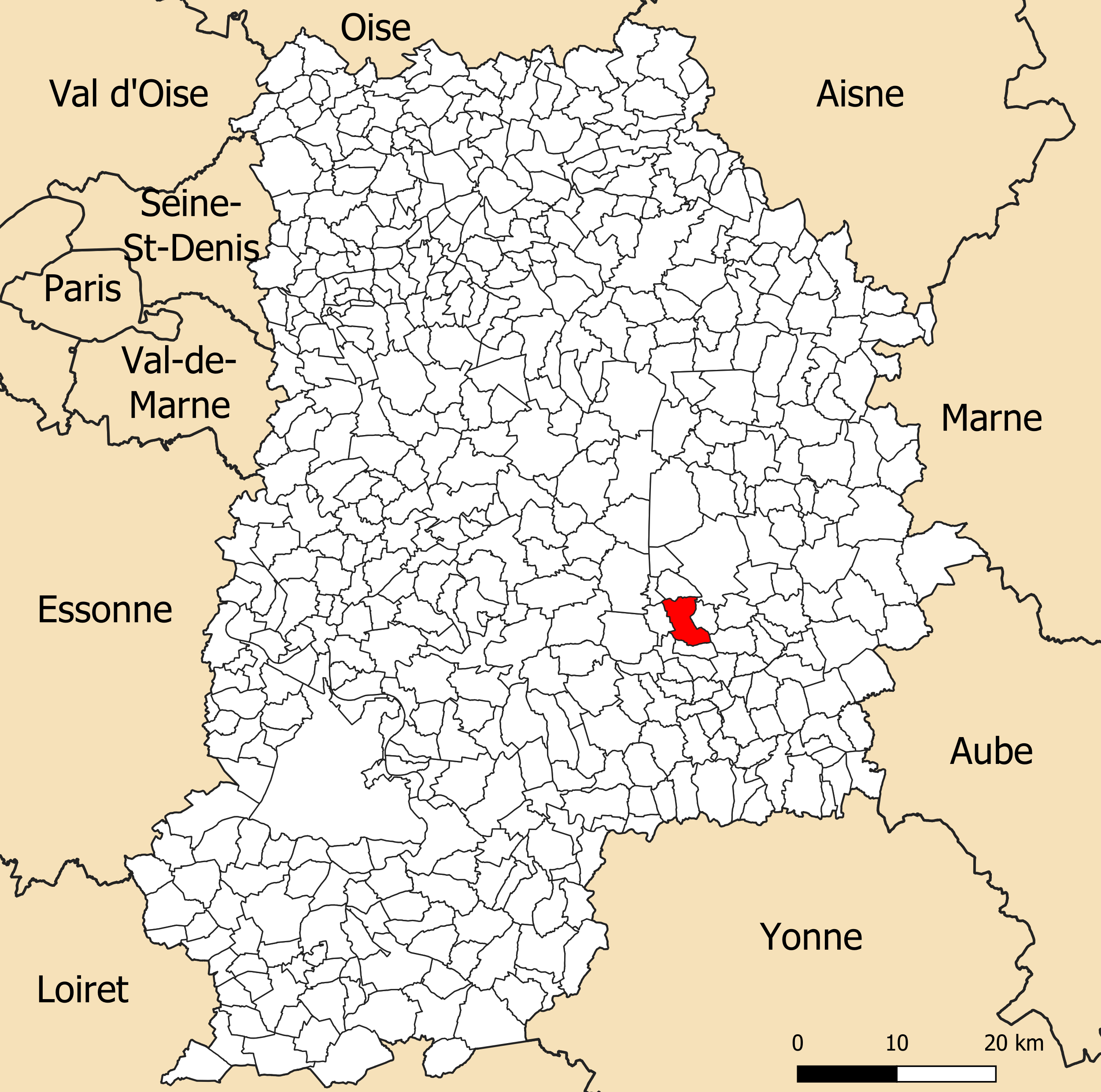
Localisation de la commune de Maison-Rouge dans le département de Seine-et-Marne

La commune est située à environ 11,6 kilomètres à l’ouest  de Provins.

### Communes limitrophes
Les communes limitrophes sont Saint-Loup-de-Naud, Sognolles-en-Montois, Vanvillé, Vieux-Champagne, La Chapelle-Saint-Sulpice, Châteaubleau, Lizines et Chenoise-Cucharmoy.

### Hydrographie

#### Réseau hydrographique

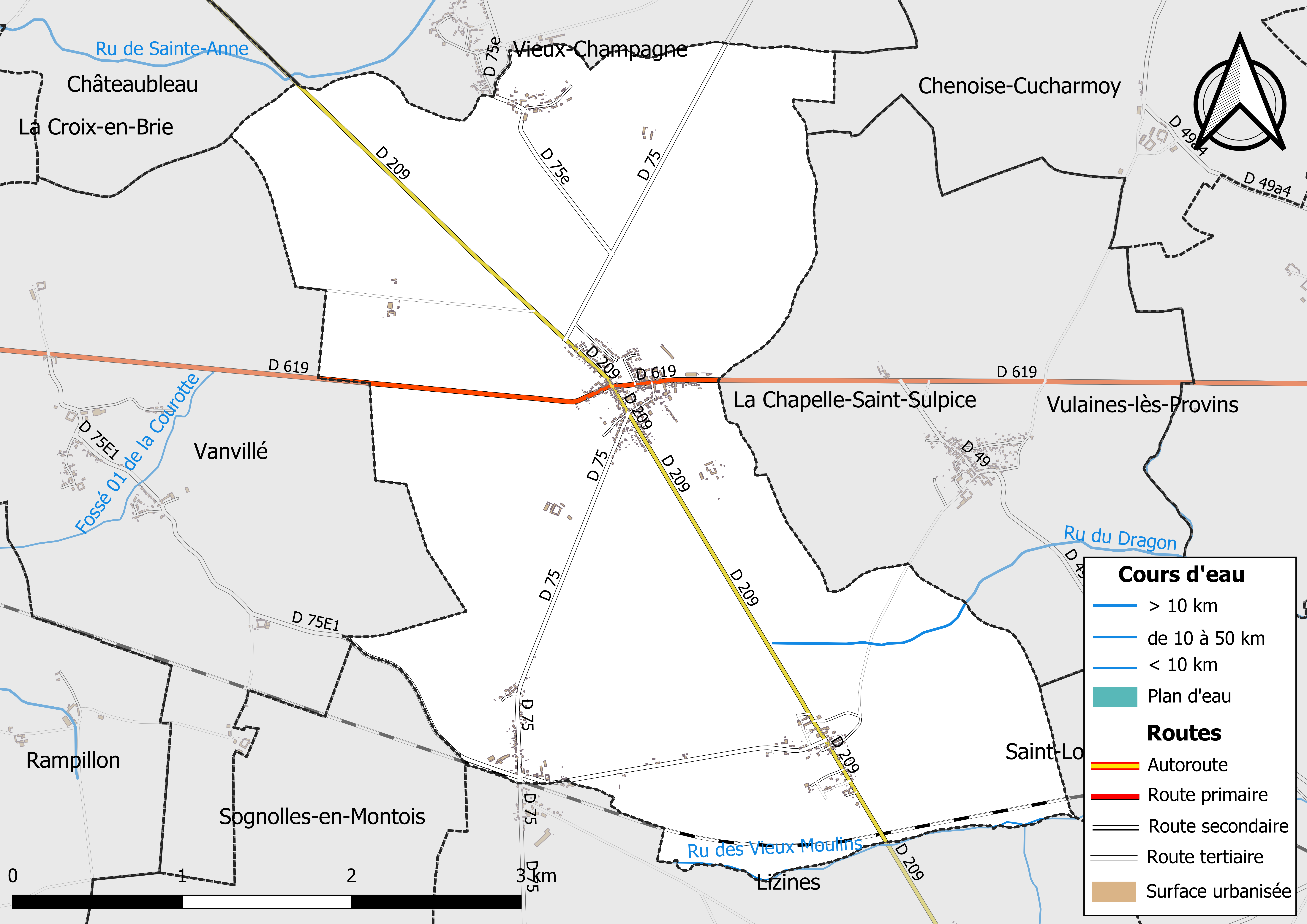
Carte des réseaux hydrographique et routier de Maison-Rouge.

Le réseau hydrographique de la commune se compose de trois cours d'eau référencés :
- le ru du Dragon ou ru des Glatigny ou ru du fossé mou, long de 8,12 km[1], affluent de la Voulzie ;
  - le ru des Vieux Moulins, long de 4,65 km[2], qui conflue dans le ru du Dragon ;
    - le fossé 01 de Champarlin, 1,16 km[3], qui conflue avec le ru des Vieux Moulins.

La longueur totale des cours d'eau sur la commune est de 3,34 km.

#### Gestion des cours d'eau
Afin d’atteindre le bon état des eaux imposé par la Directive-cadre sur l'eau du 23 octobre 2000, plusieurs outils de gestion intégrée s’articulent à différentes échelles : le SDAGE, à l’échelle du bassin hydrographique, et le SAGE, à l’échelle locale. Ce dernier fixe les objectifs généraux d’utilisation, de mise en valeur et de protection quantitative et qualitative des ressources en eau superficielle et souterraine. Le département de Seine-et-Marne est couvert par six SAGE, au sein du bassin Seine-Normandie. La commune fait partie de deux SAGE : « Yerres » et « Bassée Voulzie ».
Le SAGE « Yerres » a été approuvé le 13 octobre 2011. Il correspond au bassin versant de l’Yerres, d'une superficie de 1 017 km2, parcouru par un réseau hydrographique de 450 kilomètres de long environ, répartis entre le cours de l’Yerres et ses affluents principaux que sont : le ru de l'Étang de Beuvron, la Visandre, l’Yvron, le Bréon, l’Avon, la Marsange, la Barbançonne, le Réveillon. Le pilotage et l’animation du SAGE sont assurés par le syndicat mixte pour l'assainissement et la gestion des eaux du bassin versant de l’Yerres (SYAGE), qualifié de « structure porteuse ».
Le SAGE « Bassée Voulzie »  est en cours d'élaboration en décembre 2020. Il concerne 144 communes dont 73 en Seine-et-Marne, 50 dans l'Aube, 15 dans la Marne et 6 dans l'Yonne, pour une superficie de 1 710 km2,. Le pilotage et l’animation du SAGE sont assurés par Syndicat Mixte Ouvert de l’eau potable, de l’assainissement collectif, de l’assainissement non collectif, des milieux aquatiques et de la démoustication (SDDEA), qualifié de « structure porteuse ».

### Climat
Pour des articles plus généraux, voir Climat de l'Île-de-France et Climat de Seine-et-Marne.
En 2010, le climat de la commune est de type climat océanique dégradé des plaines du Centre et du Nord, selon une étude du CNRS s'appuyant sur une série de données couvrant la période 1971-2000. En 2020, Météo-France publie une typologie des climats de la France métropolitaine dans laquelle la commune est exposée à un climat océanique altéré et est dans la région climatique Nord-est du bassin Parisien, caractérisée par un ensoleillement médiocre, une pluviométrie moyenne régulièrement répartie au cours de l’année et un hiver froid (3 °C).
Pour la période 1971-2000, la température annuelle moyenne est de 10,7 °C, avec une amplitude thermique annuelle de 15,6 °C. Le cumul annuel moyen de précipitations est de 754 mm, avec 11,7 jours de précipitations en janvier et 8,1 jours en juillet. Pour la période 1991-2020, la température moyenne annuelle observée sur la station météorologique la plus proche, située sur la commune de Grandpuits-Bailly-Carrois à 14 km à vol d'oiseau, est de 11,3 °C et le cumul annuel moyen de précipitations est de 704,0 mm,. Pour l'avenir, les paramètres climatiques de la commune estimés pour 2050 selon différents scénarios d'émission de gaz à effet de serre sont consultables sur un site dédié publié par Météo-France en novembre 2022.

### Milieux naturels et biodiversité
Aucun espace naturel présentant un intérêt patrimonial n'est recensé sur la commune dans l'inventaire national du patrimoine naturel,,.

## Urbanisme

### Typologie
Au 1er janvier 2024, Maison-Rouge est catégorisée commune rurale à habitat dispersé, selon la nouvelle grille communale de densité à sept niveaux définie par l'Insee en 2022.
Elle est située hors unité urbaine. Par ailleurs la commune fait partie de l'aire d'attraction de Paris, dont elle est une commune de la couronne,. Cette aire regroupe 1 929 communes,.

### Lieux-dits et écarts
La commune compte 96 lieux-dits administratifs répertoriés consultables ici (source : le fichier Fantoir) dont :
- Hameaux détachés du village : Landoy (Absorbé en 1842[24]), Courtevroust ;
- Habitat ou bâti écarté : Beugnon, La Cénie, Faujus, Leudon, Mitoy, la Tablotte ;
- Lieux-dits d'intérêt local : bois de Faujus.

### Occupation des sols
L'occupation des sols de la commune, telle qu'elle ressort de la base de données européenne d’occupation biophysique des sols Corine Land Cover (CLC), est marquée par l'importance des territoires agricoles (94,3 % en 2018), une proportion sensiblement équivalente à celle de 1990 (94,7 %). La répartition détaillée en 2018 est la suivante : 
terres arables (94,3% ), zones urbanisées (3,4% ), forêts (2,4 %).
Parallèlement, L'Institut Paris Région, agence d'urbanisme de la région Île-de-France, a mis en place un inventaire numérique de l'occupation du sol de l'Île-de-France, dénommé le MOS (Mode d'occupation du sol), actualisé régulièrement depuis sa première édition en 1982. Réalisé à partir de photos aériennes, le Mos distingue les espaces naturels, agricoles et forestiers mais aussi les espaces urbains (habitat, infrastructures, équipements, activités économiques, etc.) selon une classification pouvant aller jusqu'à 81 postes, différente de celle de Corine Land Cover,,. L'Institut met également à disposition des outils permettant de visualiser par photo aérienne l'évolution de l'occupation des sols de la commune entre 1949 et 2018.

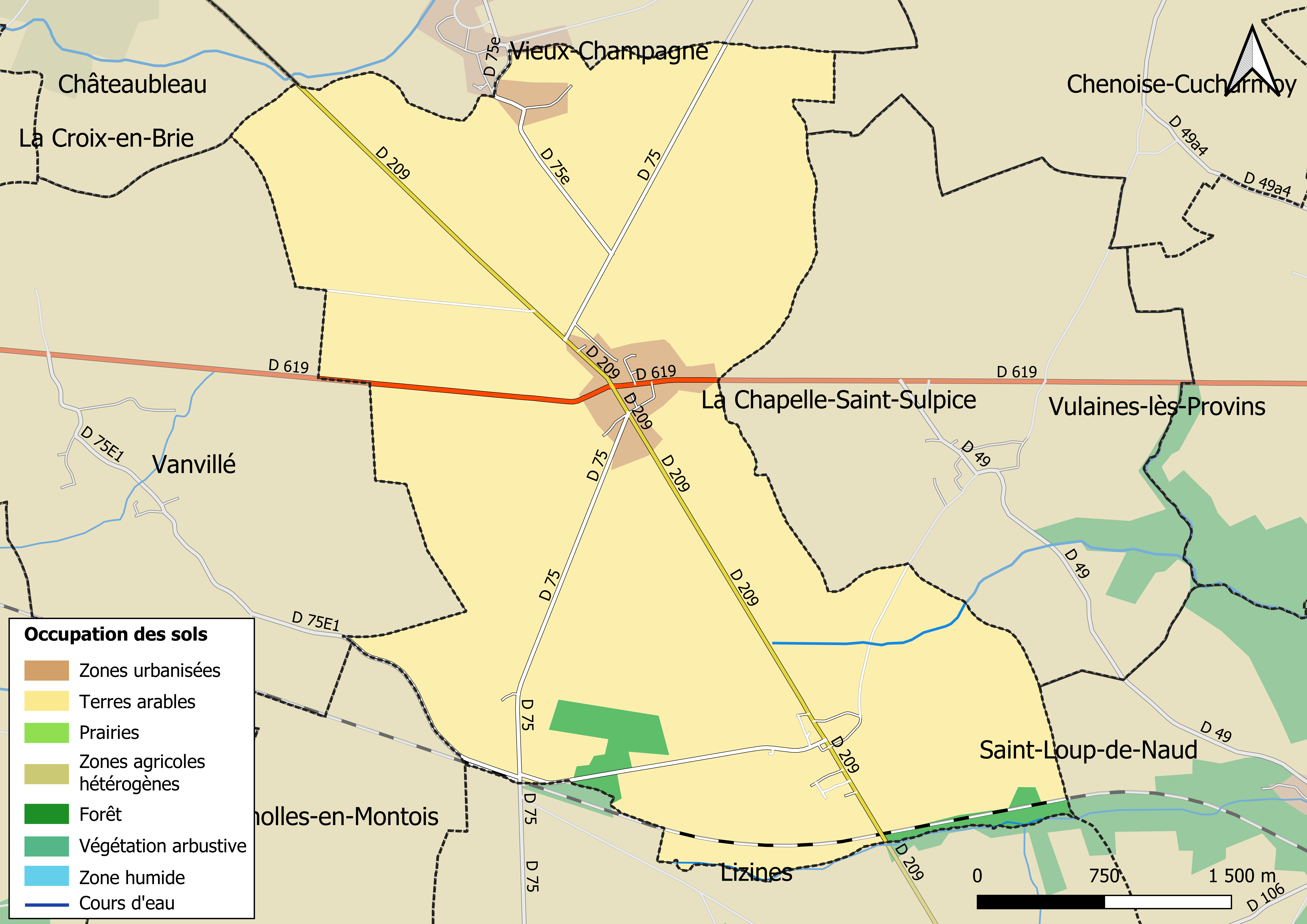
Carte des infrastructures et de l'occupation des sols en 2018 (CLC) de la commune.
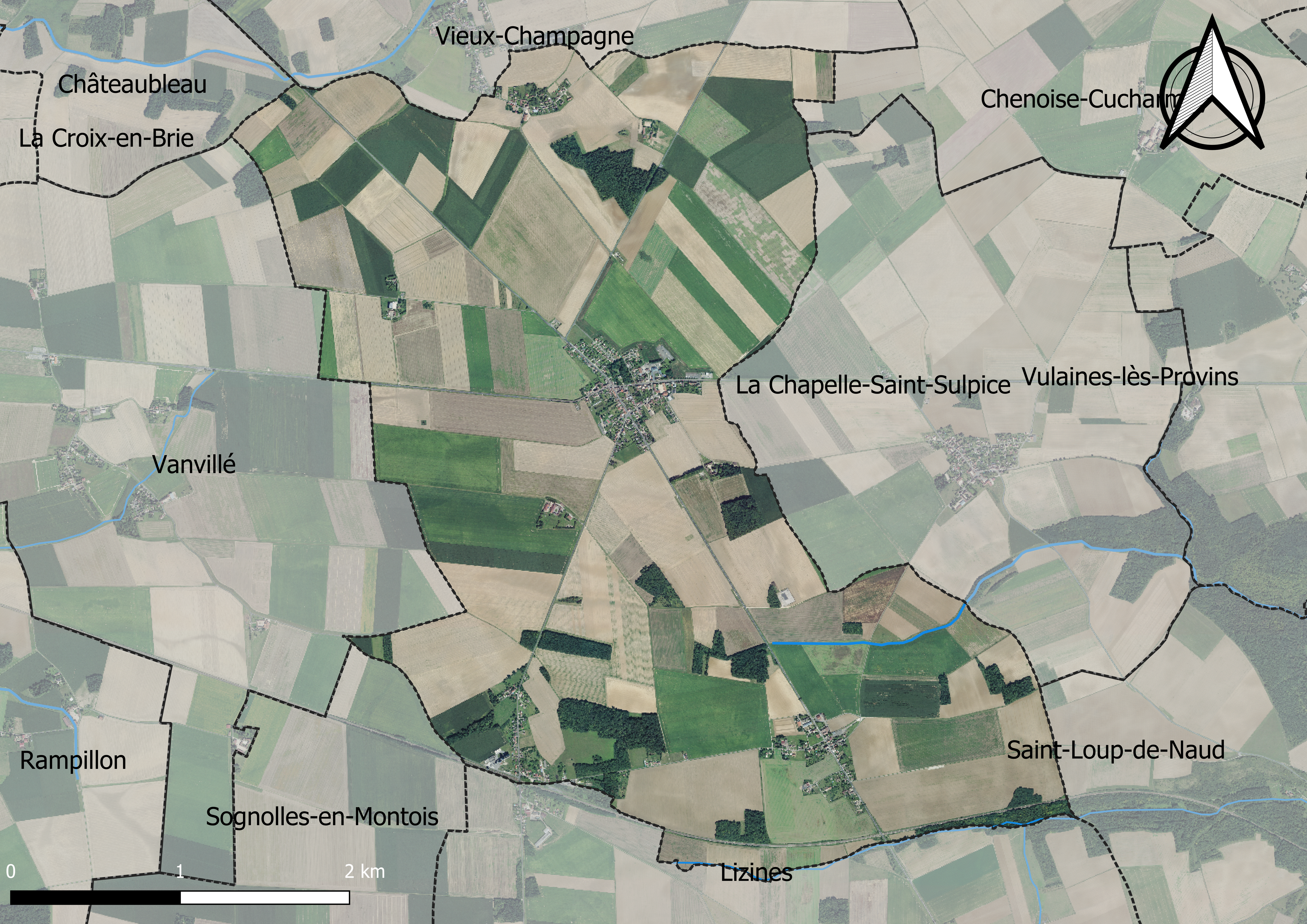
Carte orhophotogrammétrique de la commune.

### Planification
La loi SRU du 13 décembre 2000 a incité les communes à se regrouper au sein d’un établissement public, pour déterminer les partis d’aménagement de l’espace au sein d’un SCoT, un document d’orientation stratégique des politiques publiques à une grande échelle et à un horizon de 20 ans et s'imposant aux documents d'urbanisme locaux, les PLU (Plan local d'urbanisme). La commune est dans le territoire du SCOT Grand Provinois, dont le projet a été arrêté le 29 janvier 2020, porté par le syndicat mixte d’études et de programmation (SMEP) du Grand Provinois, qui regroupe les Communautés de Communes du Provinois et de Bassée-Montois, soit 82 communes.
La commune disposait en 2019 d'un plan local d'urbanisme en révision. Le zonage réglementaire et le règlement associé peuvent être consultés sur le Géoportail de l'urbanisme.

### Logement
En 2016, le nombre total de logements dans la commune était de 357 dont 91,3 % de maisons et 8,4 % d’appartements.
Parmi ces logements, 88,7 % étaient des résidences principales, 4,2 % des résidences secondaires et 7,1 % des logements vacants.
La part des ménages propriétaires de leur résidence principale s’élevait à 84,8 % contre 14,2 % de locataires, dont 4,6 % de logements HLM loués vides (logements sociaux) et 1 % logés gratuitement.

### Voies de communication et transports

#### Voies de communication
Le village est situé au croisement de la RD 209 et de la RD 619, ex-RN 19, entre Provins et Nangis.

#### Transports
La gare SNCF la plus proche est la Gare de Nangis, située à 11,1 kilomètres, (12 minutes). Elle est desservie par les trains de la ligne P du Transilien à partir de la gare de l'Est à Paris.

## Toponymie
En 1789, Maison-Rouge était un hameau dépendant de la paroisse de Courtevroust ; la commune est érigée par la loi du 4 juin 1842, est formé de la réunion des communes de Courtevroust et de Landoy.
Courtevroust est mentionné sous les formes Curia Evrodi - Coutevroux - Courtevrot - Courtesvroulz - Coutevroust  jusqu'en 1842.
Landoy est mentionné sous les formes Landeyum - Landoy-le-Vau - Landey.
Maison rouge est une formation médiévale tardive qui aurait désigné une auberge, un relais en briques rouges, une tuilerie ou une briqueterie au croisement des deux axes majeurs du village où quelques toits rouges contrastaient avec la couleur de chaume voisins. La Table de Peutinger indique une station de Riobe que l'on peut identifier avec Maison-Rouge.

## Histoire
La commune de Maison-Rouge est née de la fusion, le 4 juin 1842, des communes de Courtevroust et de Landoy.

### Maison-Rouge
L'importante seigneurie du Mitoy, est mentionnée au XIIIe siècle et appartient au XVe siècle de celle du Plessis-aux-Tournelles.

Vers 1680, grâce à création de la route du Pavé du Roy, Maison-Rouge, qui était un hameau dépendant de la paroisse de Courtevroust, s'agrandit en recueillant un relais de poste ainsi un grand nombre d'auberges devenant ainsi le lieu le plus peuplé des deux paroisses.

Un second relais verra le jour vers 1790. Il sera situé à l'autre extrémité du hameau.
Le château de Maison-Rouge sera détruit en 1759.

### Courtevroust
Le lieu est cité en 1140 sous le nom de Curtevrolt.

### Landoy
Le lieu est cité en 1266 sous le nom de Landeium qui proviendrait du gaulois landa, qui veut dire étendue de terre peu fertile où poussent des ajoncs et des bruyères.

Landoy était avant la fusion en 1842 une paroisse du diocèse de Sens et seigneurie appartenant au chapitre de Saint-Martin de Tours.

## Politique et administration
En 2002, la commune a reçu le label « Ville Internet @ ».

### Liste des maires

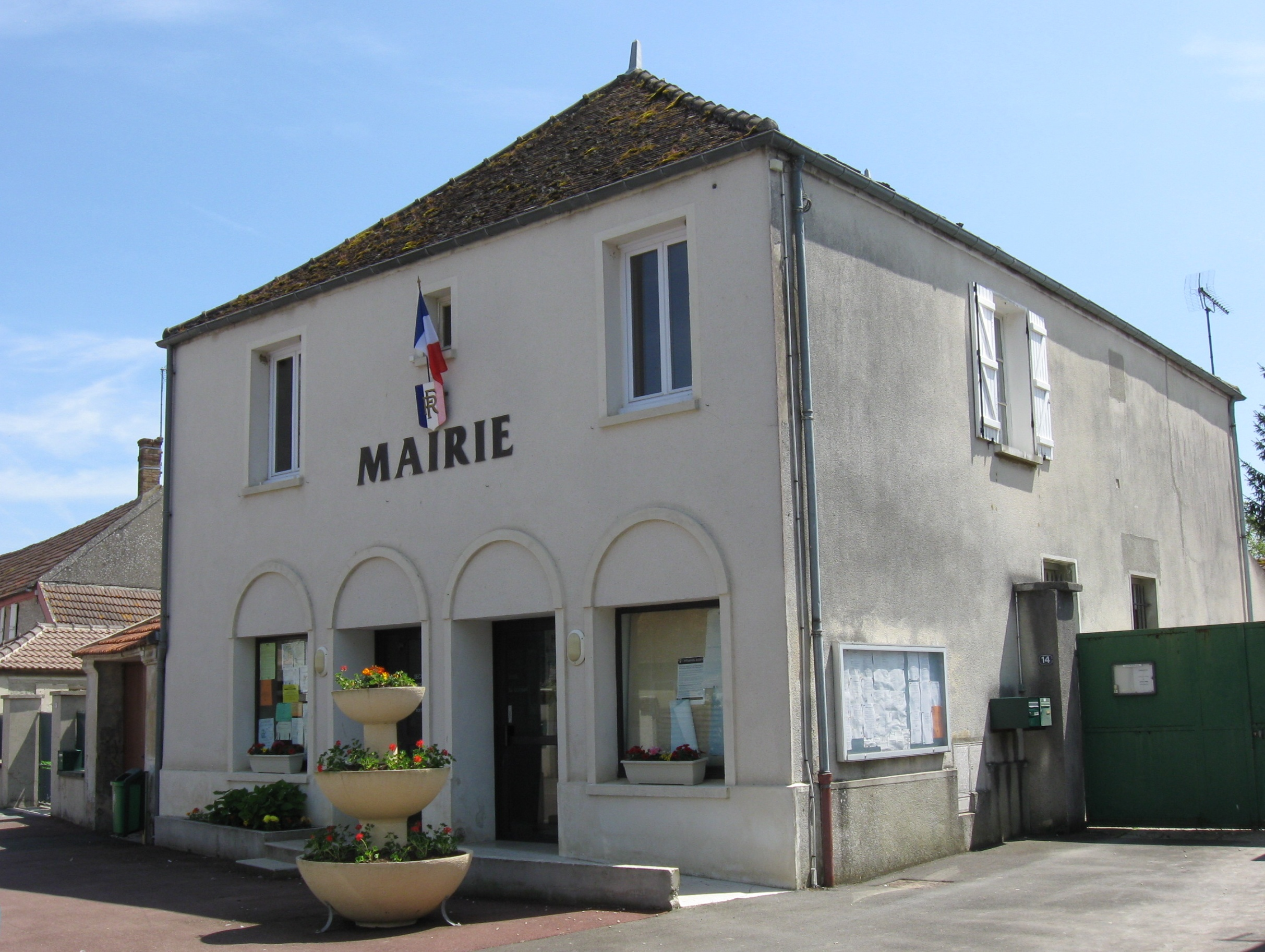
La mairie.

| Période                                  | Période    | Identité            | Étiquette | Qualité                              |
| ---------------------------------------- | ---------- | ------------------- | --------- | ------------------------------------ |
| Les données manquantes sont à compléter. |            |                     |           |                                      |
| mars 1995                                | mars 2001  | Maurice Monceau     |           |                                      |
| mars 2001                                | mars 2008  | Jacques Bourgeoisat | UMP       |                                      |
| mars 2008                                | avril 2015 | Jean Sassinot       | UMP       |                                      |
| juillet 2015                             | En cours   | Pierre Caumartin,   |           | Directeur d'une agence de transports |

## Équipements et services

### Eau et assainissement
L’organisation de la distribution de l’eau potable, de la collecte et du traitement des eaux usées et pluviales relève des communes. La loi NOTRe de 2015 a accru le rôle des EPCI à fiscalité propre en leur transférant cette compétence. Ce transfert devait en principe être effectif au 1er janvier 2020, mais la loi Ferrand-Fesneau du 3 août 2018 a introduit la possibilité d’un report de ce transfert au 1er janvier 2026,.

#### Assainissement des eaux usées
En 2020, la commune de Maison-Rouge gère le service d’assainissement collectif (collecte, transport et dépollution) en régie directe, c’est-à-dire avec ses propres personnels.
L’assainissement non collectif (ANC) désigne les installations individuelles de traitement des eaux domestiques qui ne sont pas desservies par un réseau public de collecte des eaux usées et qui doivent en conséquence traiter elles-mêmes leurs eaux usées avant de les rejeter dans le milieu naturel. La communauté de communes du Provinois assure pour le compte de la commune le service public d'assainissement non collectif (SPANC), qui a pour mission de vérifier la bonne exécution des travaux de réalisation et de réhabilitation, ainsi que le bon fonctionnement et l’entretien des installations,.

#### Eau potable
En 2020, l'alimentation en eau potable est assurée par le syndicat de l'Eau de l'Est seine-et-marnais (S2E77) qui en a délégué la gestion à l'entreprise Veolia, dont le contrat expire le 10 février 2020,,.

## Population et société

### Démographie
L'évolution du nombre d'habitants est connue à travers les recensements de la population effectués dans la commune depuis 1793. Pour les communes de moins de 10 000 habitants, une enquête de recensement portant sur toute la population est réalisée tous les cinq ans, les populations de référence des années intermédiaires étant quant à elles estimées par interpolation ou extrapolation. Pour la commune, le premier recensement exhaustif entrant dans le cadre du nouveau dispositif a été réalisé en 2004.

En 2022, la commune comptait 853 habitants, en évolution de −3,83 % par rapport à 2016 (Seine-et-Marne : +3,92 %, France hors Mayotte : +2,11 %).
| 1793 | 1800 | 1806 | 1821 | 1831 | 1836 | 1841 | 1846 | 1851 |
| ---- | ---- | ---- | ---- | ---- | ---- | ---- | ---- | ---- |
| 169  | 199  | 186  | 168  | 174  | 196  | 486  | 487  | 510  |

| 1856 | 1861 | 1866 | 1872 | 1876 | 1881 | 1886 | 1891 | 1896 |
| ---- | ---- | ---- | ---- | ---- | ---- | ---- | ---- | ---- |
| 522  | 550  | 533  | 523  | 563  | 553  | 547  | 573  | 588  |

| 1901 | 1906 | 1911 | 1921 | 1926 | 1931 | 1936 | 1946 | 1954 |
| ---- | ---- | ---- | ---- | ---- | ---- | ---- | ---- | ---- |
| 605  | 605  | 580  | 573  | 554  | 547  | 526  | 525  | 505  |

| 1962 | 1968 | 1975 | 1982 | 1990 | 1999 | 2004 | 2006 | 2009 |
| ---- | ---- | ---- | ---- | ---- | ---- | ---- | ---- | ---- |
| 391  | 423  | 426  | 468  | 599  | 693  | 755  | 758  | 868  |

| 2014 | 2019 | 2022 | - | - | - | - | - | - |
| ---- | ---- | ---- | - | - | - | - | - | - |
| 891  | 862  | 853  | - | - | - | - | - | - |

## Économie

### Revenus de la population et fiscalité
Le nombre de ménages fiscaux en 2016 était de 303 représentant 847 personnes et la  médiane du revenu disponible par unité de consommation  de 22 820 €.

### Emploi
En 2017 , le nombre total d’emplois dans la zone était de 96, occupant 425 actifs  résidants.
Le taux d'activité de la population (actifs ayant un emploi) âgée de 15 à 64 ans s'élevait à 69,1 % contre un taux de chômage de 8,8 %.
Les 22,1 % d’inactifs se répartissent de la façon suivante : 10,8 % d’étudiants et stagiaires non rémunérés, 6,4 % de retraités ou préretraités et 4,9 % pour les autres inactifs.

### Secteurs d'activité

#### Entreprises et commerces
En 2018, le nombre d'établissements actifs était de 42 dont 3 dans l’industrie manufacturière, industries extractives et autres, 11 dans la construction, 13 dans le commerce de gros et de détail, transports, hébergement et restauration, 1 dans l’Information et communication, 1 dans les activités financières et d'assurance, 2 dans les activités immobilières, 6 dans les activités spécialisées, scientifiques et techniques et activités de services administratifs et de soutien, 1 dans l’administration publique, enseignement, santé humaine et action sociale et 4  étaient relatifs aux autres activités de services.
En 2019, 7 entreprises ont été créées sur le territoire de la commune, dont 5 individuelles.
Au 1er janvier 2020, la commune ne disposait pas d’hôtel et de terrain de camping.
- Entreprise Forsee Power, assembleur et intégrateur de batteries.

#### Agriculture
Maison-Rouge est dans la petite région agricole dénommée la « Brie centrale », une partie de la Brie autour de Mormant. En 2010, l'orientation technico-économique de l'agriculture sur la commune est la culture de céréales et d'oléoprotéagineux (COP).
Si la productivité agricole de la Seine-et-Marne se situe dans le peloton de tête des départements français, le département enregistre un double phénomène de disparition des terres cultivables (près de 2 000 ha par an dans les années 1980, moins dans les années 2000) et de réduction d'environ 30 % du nombre d'agriculteurs dans les années 2010. Cette tendance se retrouve au niveau de la commune où le nombre d’exploitations est passé de 15 en 1988 à 11 en 2010. Parallèlement, la taille de ces exploitations augmente, passant de 115 ha en 1988 à 183 ha en 2010.
Le tableau ci-dessous présente les principales caractéristiques des exploitations agricoles de Maison-Rouge, observées sur une période de 22 ans : 
|                                      | 1988  | 2000  | 2010  |
| ------------------------------------ | ----- | ----- | ----- |
| Dimension économique,                |       |       |       |
| Nombre d’exploitations (u)           | 15    | 12    | 11    |
| Travail (UTA)                        | 26    | 19    | 19    |
| Surface agricole utilisée (ha)       | 1 729 | 1 988 | 2 008 |
| Cultures                             |       |       |       |
| Terres labourables (ha)              | 1 696 | 1 988 | 2 003 |
| Céréales (ha)                        | 964   | 1 142 | 1 429 |
| dont blé tendre (ha)                 | 798   | 974   | s     |
| dont maïs-grain et maïs-semence (ha) | 131   | 70    | 175   |
| Tournesol (ha)                       | 157   | s     |       |
| Colza et navette (ha)                | 143   | 199   | s     |
| Élevage                              |       |       |       |
| Cheptel (UGBTA)                      | 156   | 29    | 34    |

## Culture locale et patrimoine

### Lieux et monuments
En 2016, la commune compte 1 monument inscrit à l'inventaire des monuments historiques et 3 éléments répertoriés à l'inventaire des objets historiques.
- L'église de Landoy,  Inscrit MH (1980)[58] et d'une architecture simple (plan rectangulaire et toit à deux pans), elle est pourtant longtemps restée à l'abandon. Petit bâtiment de caractère à contreforts, une association de sauvegarde a été créée pour tâcher de lui rendre dignité et utilité. Voir sur le site des Clochers de France et Liste des monuments historiques de Seine-et-Marne (est).
- L'église de Maison-Rouge de style roman, située en bordure de la D 619 (rue du Pavé-du-Roy). Grand bâtiment de plan rectangulaire avec une abside ronde en prolongement de la travée centrale, son clocher protégé par un toit à deux pentes a été dressé un peu en arrière du côté droit de la façade à pignon. Elle contient des éléments classés M.H.
- Lavoir à Courtevroust.

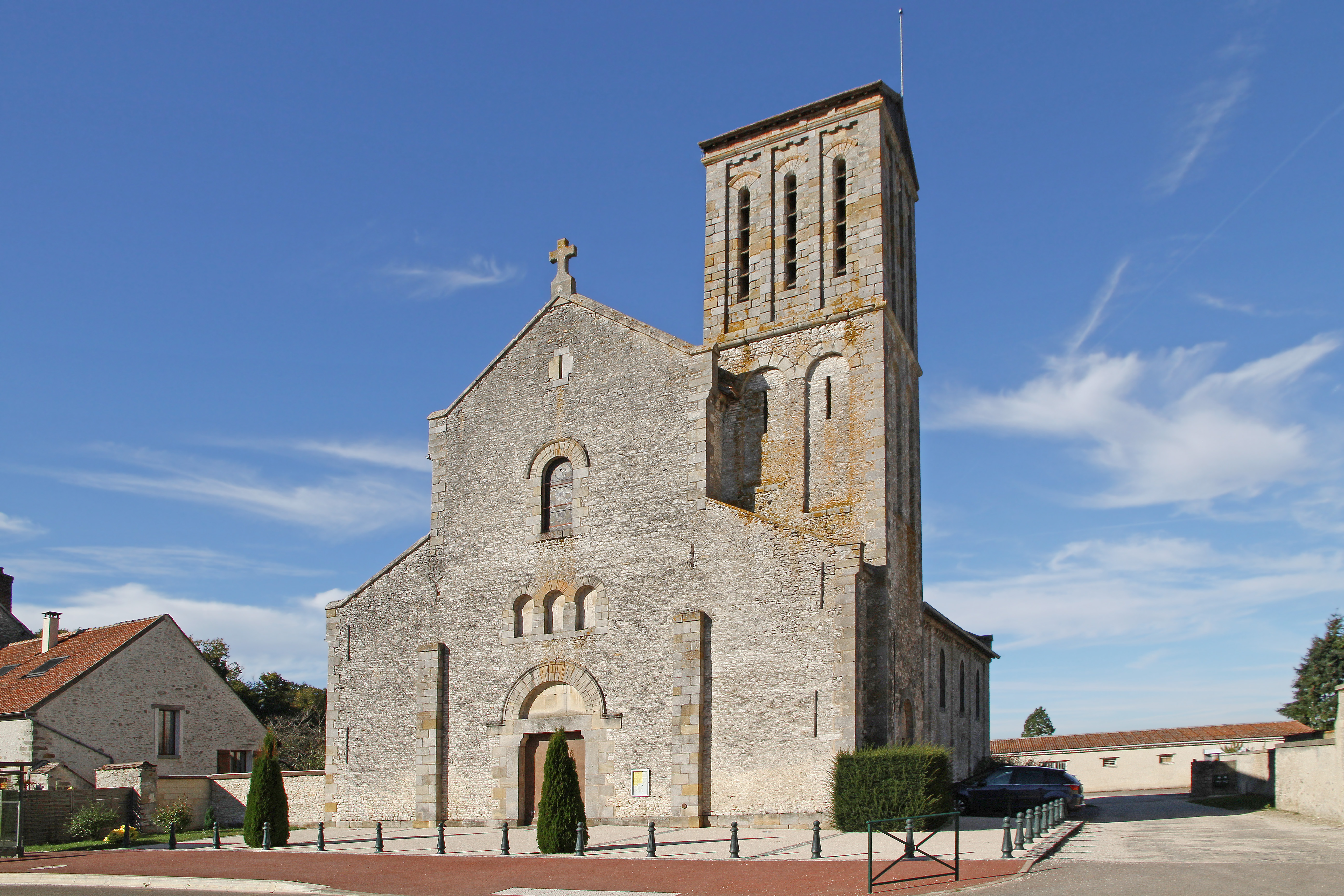
Église de Maison-Rouge,
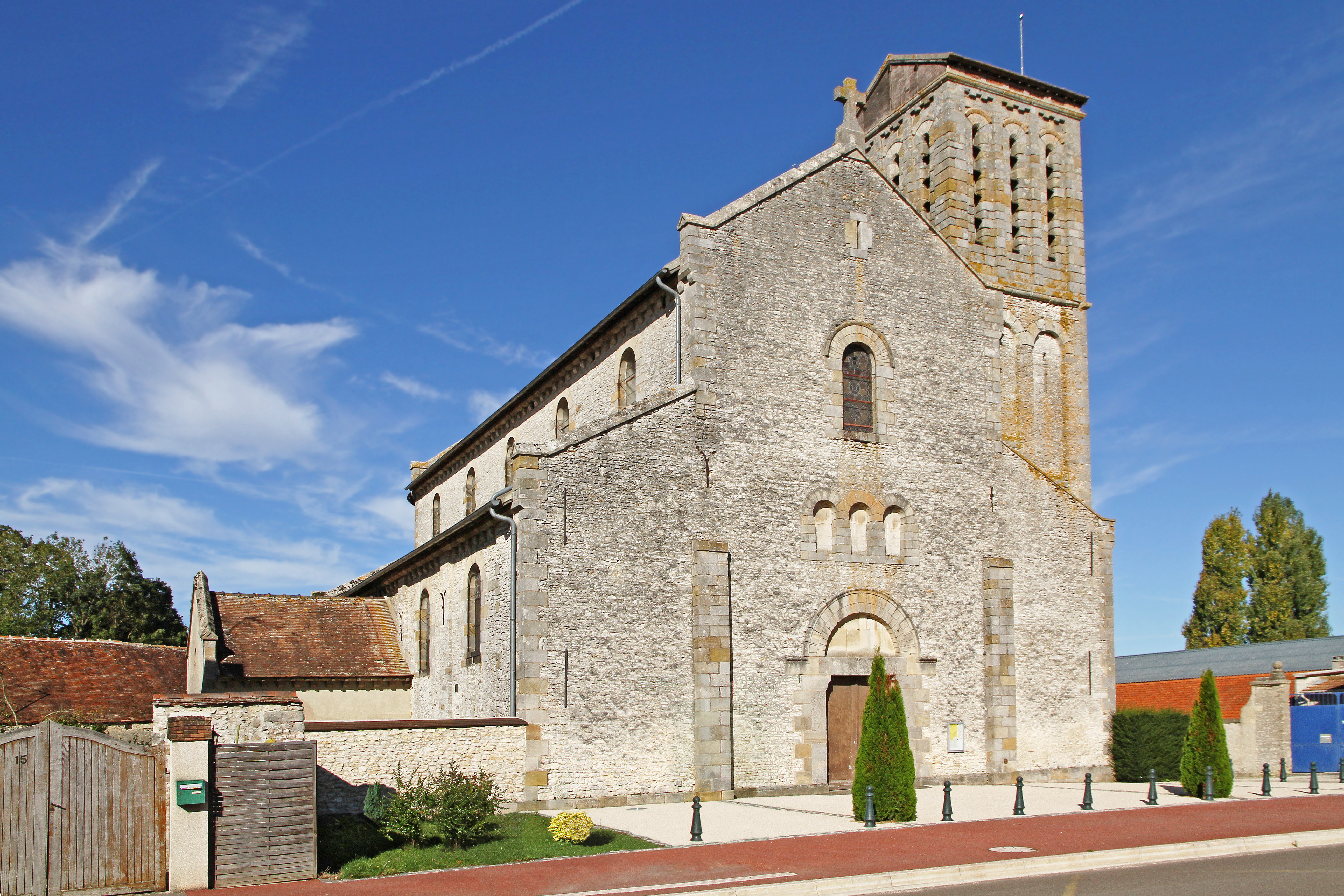
dans l'esprit des églises de la Brie…
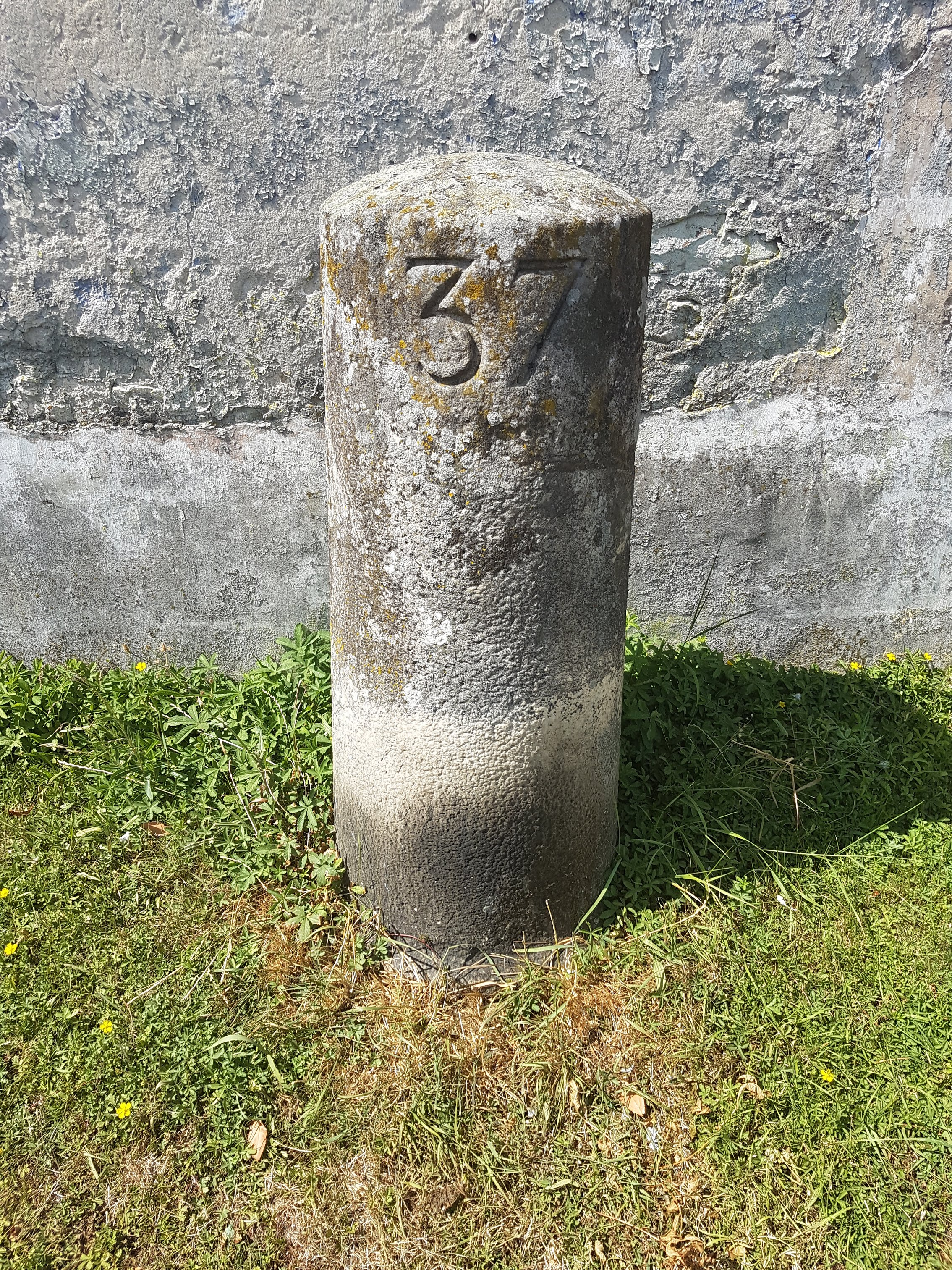
Borne fleurdelysée n°37.

### Personnalités liées à la commune
Arnaud Montebourg - Arnaud Montebourg, ancien ministre et candidat à la présidentielle 2022, s'est marié le 2 octobre 2021 avec Amina Walter. La cérémonie a eu lieu à Maison-Rouge.

### Héraldique
|  | Les armes de la ville se blasonnent ainsi : coupé de gueules et de sinople à la maison d’or pignonnée en chef de trois montants, maçonnée de sable, ouverte et ajourée du champ, brochant sur la partition, surmontée de deux plumes d’argent posées en pal et rangées en chef et soutenue d’un fer à cheval versé du même. |